# T-64
El T-64 es un carro de combate diseñado en la Unión Soviética. Entró en servicio a finales de la década de los 60. Es el primero en ser construido con blindaje compuesto y cargador de munición automático, y es considerado el precursor de todos los carros de combate modernos de la Unión Soviética y sus descendientes como los T-80, T-84, T-72 y T-90.

## Historial de producción
A principios de los años 50, los soviéticos dieron incio al diseño de un nuevo tanque que reemplazaría a los pesados y obsoletos IS-3 y T-10; el proyecto se denominó Ob'yekt 430, cuyo diseño estuvo a cargo de un equipo de ingenieros llamado KB-60M con sede en la planta de producción de tanques N°75 en Járkov de Nizhny Taguil y liderados por Aleksandr A. Morozov. Los primeros prototipos fueron probados en Kubinka en 1958, este diseño tenía ingeniosas innovaciones: un motor diésel súper compacto el 4TD, un sistema de transmisión de dos engranajes laterales a cada lado del motor y venía dotado de un potente cañón de 115 mm; estas ventajas significan mayor espacio interno y la posibilidad de dotarles de más armamento y protección.
Posteriormente se instaló un nuevo sistema de carga automática de munición de tipo electro-hidráulico; esta innovación, a pesar de que se haya dicho de ella que era potencialmente arriesgada, nunca dio problemas, se ha probado que este innovador sistema ha equipado a todas las generaciones de tanques posteriores gracias a su fiabilidad y eficiencia; siendo incluso copiado e instalado en diseños occidentales como el Leclerc y el Tipo-90, y lucharon en varios conflictos sin que nadie tenga queja de este tipo de cargadores automáticos. Estos dan una ventaja sustancial en la reducción en el número de tripulantes (de 4 a 3), así como también inciden en la reducción del peso del vehículo. Debido a la aparición del eficaz cañón británico L7 de 105 mm, el equipo de Morozov modificó radicalmente el prototipo. A este diseño se le denominó Ob'yekt 432 e introdujo el primer tipo de blindaje compuesto llamado Combinación K, que consiste en 2 capas de acero de gran espesor y en medio de ellas una capa de aluminio, y un nuevo motor de 750 hp, el 5DTF. Finalmente este prototipo estuvo listo en septiembre de 1962 y su producción empezó en octubre de 1963 en la fábrica de Járkov. El 30 de diciembre de 1966 entró en servicio como el T-64.
El T-64 fue el carro de combate soviético más numeroso en las décadas de los 70 y 80, junto con el T-72. Se entregaron unas 13.000 unidades, la mayoría de ellas encuadradas en unidades basadas en la República Democrática Alemana. Es considerado un hito de los tanques soviéticos y occidentales por sus innovaciones (blindaje compuesto, cargador automático) y que se ven en sus descendientes (T-72A, T-80, T-84, T-90 y demás variantes). Era muy superior a sus rivales de Occidente, el único carro de combate que le habría podido hacer frente en un hipotético caso de guerra entre el Pacto de Varsovia y la OTAN hubiera sido el Chieftain, y a pesar de ello este tenía un cañón y movilidad inferior al T-64, sin contar que se entregó en pequeñas cantidades. A mediados de los 70, ni el mismo Chieftain era ya superior en blindaje al T-64 con la aparición del T-64B, amén de que este último tenía capacidad de lanzar misiles, que le daban la oportunidad de destruir cualquier blindado enemigo a distancias de 4.000 m. Esta nueva versión disponía ya de un telémetro láser, un gran avance para la época. 
A principios de los 80, aparecen los nuevos M1 Abrams, Challenger 1 y Leopard 2, sin embargo, el T-64 aun tenía unas prestaciones espectaculares, y en algunos casos superiores a estos últimos. No se tiene que olvidar, que los primeros Abrams tenían un blindaje bastante convencional.
Resumiendo, Morozov dio al Ejército Soviético un carro de combate de prestaciones excelentes, y lo más importante, que se podía producir masivamente.

## Evoluciones y variaciones del T-64

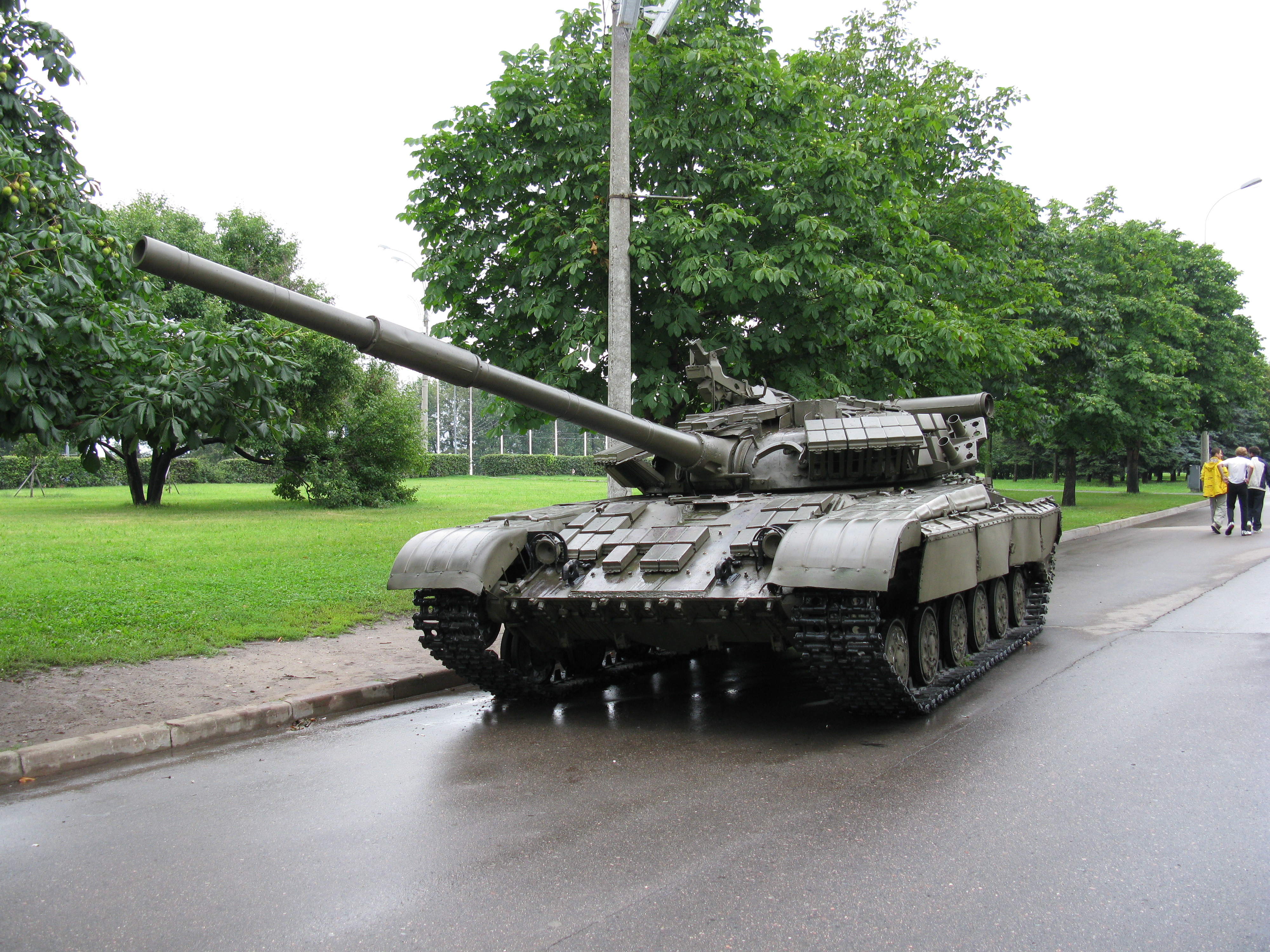
T-64B

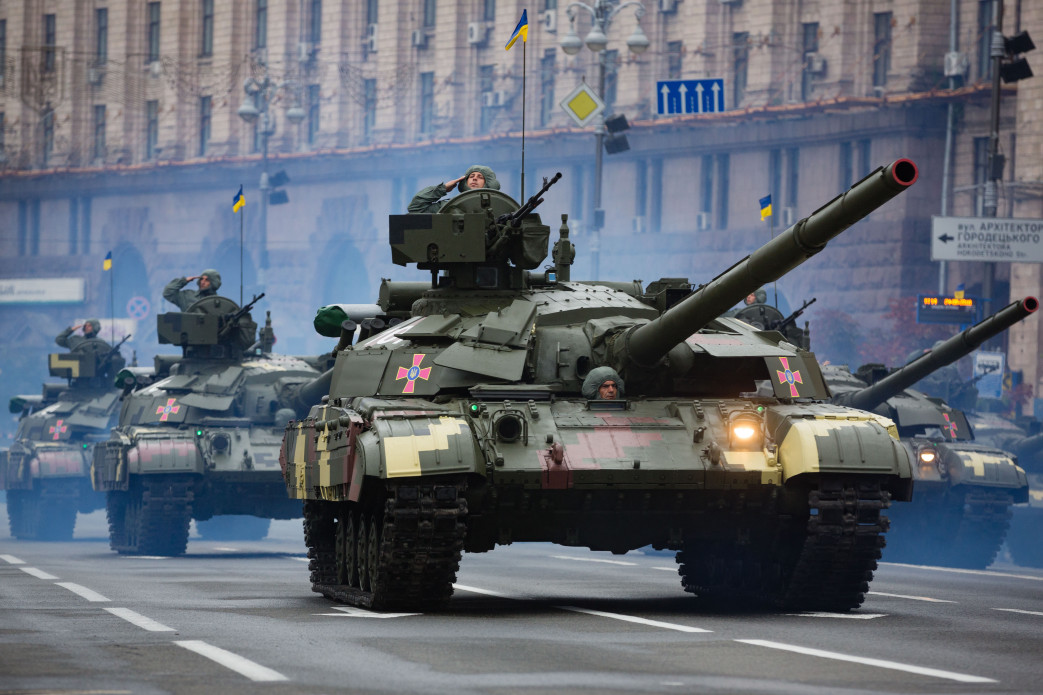
BM "Bulat"

### T-64A
Si bien entró en servicio el T-64, el equipo de Morozov hizo los estudios para corregir los fallos y elevar el rendimiento del tanque, a este proyecto se llamó Ob'yekt 434 y se le instaló un nuevo y más potente cañón de 125 mm, nuevo cargador automático para 28 proyectiles capaz de efectuar 8 disparos por minuto, nuevos estabilizadores de tiro y sistemas de visión infrarrojo. Los prototipos fueron probados entre 1966-1967 y unos meses después entró en servicio activo como el T-64A.

### T-64B
Debido a la compleja manufactura y menor eficacia (por el aumento de peso en mejoras de armamento y protección) del motor del tanque el 5TDF se estudiaron nuevas alternativas para la propulsión siendo el 6TD de 1000 hp seleccionado para su instalación; además se incluyeron una serie de mejoras como una nueva computadora balística, visor con telémetro láser, sensor de viento, nuevo sistema estabilizador del cañón y la capacidad de disparar misiles anticarro guiados por radio como el 9M112 Kobra. En septiembre de 1976 se puso en servicio esta nueva versión del T-64B.
Después de haber pasado por varios programas de modernización (como T-64AM, T-64AKM, T-64BM, T-64BAM yT-64BV), este modelo dejó de producirse en 1987, tras haberse fabricado un total de 13 000 unidades, la gran mayoría de las cuales  se encuentran en Rusia y Ucrania.

### Versiones de Ucrania
Después de la disolución de la Unión Soviética, Ucrania efectuó una serie de mejoras a sus T-64 que se iniciaron en 1999 y concluyeron en el 2005, todas ellas mayormente llevadas a cabo por la firma local KMDB:
- T-64BM2: nuevo motor 5TD-1FM de 850 caballos (634 kW), nuevo sistema de control de tiro, cargador automático mejorado, blindaje reactivo pasivo ("Nozh-5") y capacidad de disparar el misil antitanque 9M119 Refleks (AT-11 Sniper).

- T-64U: equipado con el sistema de control de tiro de los T-80 y T-84, blindaje reactivo (Kontakt-5 o NOZH, este último es producto ucraniano), esta versión también es llamada BM Bulat.

- T-64E: equipado con el blindaje reactivo Duplet, sistema de contramedidas Varta (similar al Shtora-1 ruso) y sistema de protección activa Zaslon, es capaz de disparar el misil antitanque Kombat de fabricación ucraniana o el misil antitanque ruso 9M119 Refleks (AT-11 Sniper), el armamento secundario lo componen una ametralladora de 7.62 mm coaxial, estación a control remoto que monta 1 cañón automático doble GSh-23L de 23 mm, y alternativamente una ametralladora de 12.7 mm o un lanzagranadas de 40 mm.

- T-64B1M: equipado con el blindaje reactivo NOZH, motor 6TD, mantiene el sistema de control de tiro del T-64B1.

- T-64BV: versión más reciente, elimina el reflector infrarrojo Luna, incorpora un sistema de navegación por satélite en red SN-4215, la radio digital Lybid K-2RB y la mira nocturna TPN-1 TPV y módulos de blindaje reactivo NOZH.

- T-Rex: concepto ucraniano de T-64 con torreta no tripulada, destinado a contrarrestar al nuevo T-14 Armata ruso.

## Historia en combate

### Guerra Ruso-ucraniana
- Invasión rusa de Ucrania de 2022
- Guerra civil ucraniana 2014-2022

## Usuarios
- Rusia - 4.000, mayormente en la reserva estratégica.
- Ucrania - 1850, algunos reconvertidos en el BM Bulat.
- Uzbekistán - 100.

### Desarrollos relacionados
- T-55
 T-72
 T-80
- BM Bulat
- T-84 Oplot
- BREM-84 Atlet

### Vehículos similares
- Leopard 1
- - TAM
- - M60 Patton
- - AMX-30
- - OF-40
- - Tipo 61
 - Tipo 74
- - Challenger 1
 - FV 4201 Chieftain

### Listas relacionadas
- Anexo:Carros de combate principal por generación